# Helmer Smith
Helmer Smith (* 26. April 1882 in Stockholm; † 9. Januar 1956) war ein schwedischer Indologe.

## Leben
Smith studierte von 1900 bis 1904 in Uppsala, wo er seine Prüfung als Candidatus in Sanskrit, Latein, Griechisch, samt slawischen und nordgermanischen Sprachen bestand. Seine Studien setzte er in Berlin 1905–06 unter Pischel und Geldner fort, bevor er 1908 die Prüfung als Philosophiae Licentiatus bestand.
Mit dem Stipendium des Bergstedtske Fond unternahm er erneut eine Studienreise nach Berlin 1909–10, danach nach Kopenhagen, wo er 10 Jahre lang Sanskrit, Iranische Sprachen, Singhalesisch, Arabisch u. a. weiter erlernte und sich in den Palmblatt-Manuskripten der Bibliothek vertiefte.
Nachdem er sich mit den von Carl Vilhelm Trenckner hinterlassenen Pali-Manuskripten vertraut machte, widmete er sich zunehmend dem Studium des Pāli und trotz des Angebots einer Anstellung in London für die Bearbeitung des Lexikons der englischen Pali Text Society, zog er den Aufenthalt in Kopenhagen und die Teilnahme an der Fortsetzung von Trenckners Lexikon vor, dessen Herausgabe die Königlich Dänische Akademie der Wissenschaften vorbereitete.
Mit seinen eingehenden Kenntnissen der Pali-Manuskripte und seiner scharfen kritischen Begabung besetzte er zweifelsohne den ersten Platz unter den zeitgenössischen Pali-Forschern. 1921 wurde er Dozent für Indologie an der Universität Lund. 1927 wurde er Ehrendoktor ebendort. Von 1936 bis 1947 war er Professor für Sanskrit und vergleichende indogermanische Sprachforschung an der Universität Uppsala. Er unternahm wiederholte Studienreisen nach Paris für Manuskriptuntersuchungen, wo sich ihm gleichzeitig die Gelegenheit zum Studium mehrerer neuindischen Sprachen (Hindi, Bengalisch, Tamilisch) bot. Mehrere Jahre lang fertigte er die umfassende Vorarbeit zu seiner Ausgabe des großen und äußerst wichtigen grammatischen Werks Saddaniti an.
Helmer Smith heiratete Ellen, die ihn überlebte.

## Veröffentlichungen
- Eine neue kritische Ausgabe des Sutta-Nipata (in Zusammenarbeit mit Dines Andersen, Pali Text Societys Schriften, London, 1913)
- The Khuddaka-Pāṭha, together with its commentary Paramatthajotikā (1915, London, PTS)
- Sutta-Nipāta commentary, being Paramatthajotikā (I-III, London, 1916–18, PTS)
- The Pāli Dhātupāṭha and the Dhātumañjūsā, edited with indexes (in Zusammenarbeit mit Dines Andersen, Kbhvn., 1921, Det Kongelige Danske Videnskabernes Selskab, Historisk-filologiske Meddelelser, 4:6.)
- A Critical Pāli Dictionary, von Trenckner begonnen, revidiert, fortgesetzt und herausgegeben, Vol. I (Mit Epilegomena), in Zusammenarbeit mit Dines Andersen, Kbhvn., 1924–48
- The Commentary on the Dhammapada, London, 1925, PTS
- Saddanīti, la grammaire palie d’Aggavaṁsa. Texte établi. 1–5,1. Lund 1928–1954 (Schriften des Königlichen Humanistischen Wissenschaftsfonds)
- Désinences verbales de type apabhraṁśa en pali (Bulletin de la Société de Linguistique de Paris, 33, 1932)
- Descendants de nikaṭa et nikṛṣṭa en néo-indien (Ibidem, 34, 1933)
- Singhalais ruval „la voile“ (Ib.)
- Hindi sabh „tous“ et les génitifs à désinence multiple
- Quatre notes [à propos de l’article Le traitement du groupe Sanskrit sifflante + m et la désinence du locatif en moyen-indien, par J. Bloch] (Mémoires de la Société de linguistique de Paris, 23, 1935.)
- Materialien zu den iranischen Pamirsprachen, von H. Sköld. Im Auftrage der Königlichen Gesellschaft der Geisteswissenschaften zu Lund aus dem Nachlass herausgegeben. Lund 1936 (in Zusammenarbeit mit G. Morgenstierne und G. Jarring, Schriften des Königlichen Humanistischen Wissenschaftsfonds)
- Wörterverzeichnisse (Ib.)
- Metriska tabeller, Uppsala, 1940
- Några indoeuropeiska kasus, Uppsala Universitets Årsskrift 1945:12 (Språkvetenskapliga sällskapets i Uppsala förhandlingar, 1943–45)
- Wilhelm Geiger et le vocabulaire du Singalais classique. (Journal asiatique, 1950.)
- Archaic verses in Daśabhūmīśvara. (Journal of the Ceylon branch of the Royal Asiatic Society, N. S., 1, 1950.)
- Les deux prosodies du vers bouddhique (Human. Vetenskapssamfundets i Lund Årsberättelse, 1949–50)
- Retractationes rhythmicae. Helsingfors 1951. (Studia Orientalia, 16:5)
- Le futur moyen indien et ses rythmes (Journal asiatique, 240, 1952.)
- Inventaire rythmique des Pūrva-Mīmāṁsā-Sūtra, Uppsala Universitets Årsskrift 1953:8.
- Analecta Rhythmica (Studia Orientalia, 1954)
- En marge du vocabulaire Sanskrit des bouddhistes, 1 (Orientalia suecana II 1953)
- En marge du vocabulaire … 2 (Orientalia suec. III, 1954)
- En marge du vocabulaire … 3 (Orientalia suec. IV, 1955)